# Рьоун
У цьому корейському імені прізвище (Ко) стоїть перед особовим ім'ям.
Ко Юн Хван (кор. 고윤환, ханча: 高润煥; нар. 26 серпня 1998), більш відомий під своїм сценічним псевдонімом Рьоун (кор. 려운), — південнокорейський актор. Він найбільш відомий своїми ролями у серіалах «Знову 18» (2020), «Світ моїх 17» (2020), «Дорослий стажер» (2021) і «Таємний прихисток романтиків» (2023).

## Кар'єра
Рьон зробив свій дебют як актора у серіалі 2017 року «Ти надто багато…» каналу MBC, зігравши роль Лі Кьон Су. У тому ж році він також з'явився у серіалі «Любовна лихоманка» каналу SBS. У 2018 році він взяв участь у трьох вебсеріалах «Четвер», «Досить легке шкільне життя Ту Тхопа», та «Миттєвий роман». Тоді ж він підписав контракт із агентство «Lucky Company».
У 2019 році Рьоун знімався у серіалі «Лікар — ув'язнений» каналу KBS2, де зіграв молодшого брат Хан Со Ґим, Хан Біта. У тому ж році він узяв участь у вебсеріалі «У-Сеулі», що розповідає історію про конфронтацію матері і доньки, де остання вступає до університету «У-Сеулі».
Рьоун отримав роль у фентезійному серіалі 2020 року «365: Повторити рік» каналу MBC, що розповідає про 10 людей, яким дали можливість повернутися в часі. У тому ж році він повернувся до своєї ролі у продовження вебсеріалу «У-Сеулі 2», а також знявся у вебсеріалі «Світ моїх 17», який заснований на вебтуні і розповідає історію про 17-річних підлітків. Крім того, Рьоун зіграв роль у фентезійно-комедійному серіалі «Знову 18» каналу JTBC. Також він знявся у своєму першому сімейному довготривалому серіалі «Домашня історія кохання» каналу KBS2, де зіграв наймолодшого сина у сім'ї Лі та був номінований у категорії «Найкращий новий актор» на Премія KBS драма.
У 2021 Рьоун отримав роль у вебсеріалі «Дорослий стажер», що розповідає історію про романтичні стосунки між трьома парами покоління Зет.
У 2022 році Рьоун зіграв у серіалі «Через темряву» каналу SBS, за роль у якому він отримав «Найкращий новий актор» на Премії SBS драма.
У 2023 році Рьоун вперше знявся в історичному серіалі «Таємний прихисток романтиків» каналу SBS, де зіграв головну роль — квіткового вченого Кан Сана. 8 березня було повідомлено, що він зніметься у вебсеріалі «Позичене тіло». Крім того, Рьоун зіграє роль у серіалі «Блискучий кавун» каналу tvN, що розповість історію дитину глухих батьків, що має хист до музики.

## Фільмографія

### Телесеріали
| Рік       | Назва                          | Роль              | Мережа | Прим.  |
| --------- | ------------------------------ | ----------------- | ------ | ------ |
| 2017      | «Ти надто багато…»             | Лі Кьон Су        | MBC    | [ 2 ]  |
| 2017      | «Любовна лихоманка»            | Наймолодший кухар | SBS    | [ 2 ]  |
| 2019      | «Лікар — ув'язнений»           | Хан Біт           | KBS2   | [ 4 ]  |
| 2020      | «365: Повторити рік»           | Нам Сун У         | MBC    | [ 6 ]  |
| 2020      | «Знову 18»                     | Хон Сі У          | JTBC   | [ 9 ]  |
| 2020–2021 | «Домашня історія кохання»      | Лі Ра Хун         | KBS2   | [ 10 ] |
| 2022      | «Через темряву»                | Чон У Джу         | SBS    | [ 13 ] |
| 2023      | «Таємний прихисток романтиків» | Кан Сан/Лі Соль   | SBS    | [ 18 ] |
| 2023      | «Сяючий кавунчик»              | Ин Ґьоль          | tvN    | [ 17 ] |

### Вебсеріали
| Рік  | Назва                                 | Роль         | Платформа | Прим.  |
| ---- | ------------------------------------- | ------------ | --------- | ------ |
| 2018 | «Четвер»                              | Н/Д          | YouTube   | [ 4 ]  |
| 2018 | «Досить легке шкільне життя Ту Тхопа» | Кім Хак Джун | Naver TV  | [ 4 ]  |
| 2018 | «Миттєвий роман»                      | Чан Су Хо    | Naver TV  | [ 3 ]  |
| 2019 | «У-Сеулі»                             | Юн Сон Хьон  | Naver TV  | [ 5 ]  |
| 2020 | «Світ моїх 17»                        | Ю Чін Хьок   | tvN D     | [ 8 ]  |
| 2020 | «У-Сеулі 2»                           | Юн Сон Хьон  | Naver TV  | [ 7 ]  |
| 2021 | «Дорослий стажер»                     | Кім Нам Хо   | TVING     | [ 12 ] |
| 2023 | «Позичене тіло»                       | Юн Хо Йон    | KakaoTV   | [ 16 ] |

### Телевізійні шоу
| Рік  | Назва            | Роль | Прим. |
| ---- | ---------------- | ---- | ----- |
| 2019 | «Кампус авторів» | себе |       |

### Поява у музичних відео
| Рік  | Назва пісні  | Виконавець | Прим.  |
| ---- | ------------ | ---------- | ------ |
| 2018 | «But I Must» | Кім На Йон | [ 19 ] |

## Нагороди та номінації
| Церемонія нагородження | Рік  | Категорія                   | Номінант / Робота         | Результат | Прим.  |
| ---------------------- | ---- | --------------------------- | ------------------------- | --------- | ------ |
| Премія KBS драма       | 2020 | Найкращий новий актор       | «Домашня історія кохання» | Номінація | [ 11 ] |
| Премія SBS драма       | 2022 | Найкращий новий актор       | «Через темряву»           | Перемога  | [ 14 ] |
| Премія SBS драма       | 2022 | Нагорода за командну роботу | «Через темряву»           | Номінація | [ 20 ] |